# 艾萨尔纳萨瓦尔
艾萨尔纳萨瓦尔（西班牙語：Aizarnazábal）是西班牙巴斯克自治区吉普斯夸省的一个市镇。总面积7平方公里，总人口531人（2001年），人口密度76人/平方公里。